# 串原温泉
串原温泉（くしはらおんせん）は、岐阜県恵那市串原にある温泉。

## 泉質
- アルカリ性単純温泉
  - 泉温　27.3°C

## 温泉地
恵那の最南端、愛知県との県境にある串原の山中に日帰り温泉施設「ささゆりの湯」が1軒存在する。
施設内はゴルフ場や大露天風呂などがあるが、これといった特徴はない。宿泊は施設内のオートキャンプ場では可能。

## 歴史
- 2002年（平成14年）7月、旧串原村時代に人口流出を抑制するために、オープン。
- 2018年（平成30年）4月、一部リニューアルオープン。

## アクセス
車
- 中央自動車道恵那ICから車で約50分。
- 中央自動車道瑞浪ICから車で約45分。

電車
- 明知鉄道明知線明智駅よりタクシーで15分。